# Federico Nguema
Federico Nsue Nguema (Malabo, 20 aprile 1997) è un calciatore equatoguineano, centrocampista del Bălți e della nazionale equatoguineana.

## Carriera

### Club
Uscito dal settore giovanile del Cano Sport, nel 2015 si trasferisce al Maiorca B militante nella Tercera División, quarto livello del campionato spagnolo.
Nel 2016 torna al Cano Sport, con cui si laurea campione equatoguineano nel 2019.
Nel luglio 2022 si trasferisce al Dinamo-Auto, squadra militante nella massima serie moldava. A gennaio risolve il contratto, firmando un nuovo contratto a marzo con il Bălți, con la nuova squadra esordisce in Coppa nella vittoria contro l'Univer Comrat.

### Nazionale
Ha esordito nel 2016 con la Guinea Equatoriale contro il Benin.
Il 31 dicembre 2023 viene convocato per partecipare alla Coppa delle nazioni africane.

## Statistiche

### Presenze e reti nei club
Statistiche aggiornate al 3 dicembre 2023.
| Stagione        | Squadra         | Campionato      | Campionato | Campionato | Coppe nazionali | Coppe nazionali | Coppe nazionali | Coppe continentali | Coppe continentali | Coppe continentali | Altre competizioni | Altre competizioni | Altre competizioni | Totale | Totale | Totale |
| Stagione        | Squadra         | Comp            | Pres       | Reti       | Comp            | Pres            | Reti            | Comp               | Pres               | Reti               | Comp               | Pres               | Reti               | Pres   | Reti   |        |
| --------------- | --------------- | --------------- | ---------- | ---------- | --------------- | --------------- | --------------- | ------------------ | ------------------ | ------------------ | ------------------ | ------------------ | ------------------ | ------ | ------ | ------ |
| ago.-dic. 2022  | Dinamo-Auto     | SL              | 14         | 0          | CM              | 1               | 0               |                    | -                  | -                  |                    | -                  | -                  | 15     | 0      |        |
| gen.-giu. 2023  | Bălți           | SL              | 0+10       | 0          | CM              | 4               | 0               |                    | -                  | -                  |                    | -                  | -                  | 15     | 2      |        |
| 2023-2024       | Bălți           | SL              | 14         | 1          | CM              | 1               | 1               |                    | -                  | -                  |                    | -                  | -                  | 15     | 2      |        |
| Totale Balti    | Totale Balti    | Totale Balti    | 24         | 1          |                 | 5               | 1               |                    | -                  | -                  |                    | -                  | -                  | 29     | 2      |        |
| Totale carriera | Totale carriera | Totale carriera | 38         | 1          |                 | 6               | 1               |                    | -                  | -                  |                    | -                  | -                  | 44     | 2      |        |

### Cronologia presenze e reti in nazionale
| Cronologia completa delle presenze e delle reti in nazionale ― Guinea Equatoriale | Cronologia completa delle presenze e delle reti in nazionale ― Guinea Equatoriale | Cronologia completa delle presenze e delle reti in nazionale ― Guinea Equatoriale | Cronologia completa delle presenze e delle reti in nazionale ― Guinea Equatoriale | Cronologia completa delle presenze e delle reti in nazionale ― Guinea Equatoriale | Cronologia completa delle presenze e delle reti in nazionale ― Guinea Equatoriale | Cronologia completa delle presenze e delle reti in nazionale ― Guinea Equatoriale | Cronologia completa delle presenze e delle reti in nazionale ― Guinea Equatoriale |
| Data                                                                              | Città                                                                             | In casa                                                                           | Risultato                                                                         | Ospiti                                                                            | Competizione                                                                      | Reti                                                                              | Note                                                                              |
| --------------------------------------------------------------------------------- | --------------------------------------------------------------------------------- | --------------------------------------------------------------------------------- | --------------------------------------------------------------------------------- | --------------------------------------------------------------------------------- | --------------------------------------------------------------------------------- | --------------------------------------------------------------------------------- | --------------------------------------------------------------------------------- |
| 12-6-2016                                                                         | Cotonou                                                                           | Benin                                                                             | 2 – 1                                                                             | Guinea Equatoriale                                                                | Qual. Coppa d'Africa 2017                                                         | -                                                                                 | 46’                                                                               |
| 11-10-2016                                                                        | Beirut                                                                            | Libano                                                                            | 1 – 1                                                                             | Guinea Equatoriale                                                                | Amichevole                                                                        | -                                                                                 | 68’                                                                               |
| 3-9-2017                                                                          | Malabo                                                                            | Guinea Equatoriale                                                                | 1 – 2                                                                             | Benin                                                                             | Amichevole                                                                        | -                                                                                 |                                                                                   |
| 17-11-2023                                                                        | Paynesville                                                                       | Liberia                                                                           | 0 – 1                                                                             | Guinea Equatoriale                                                                | Qual. Mondiali 2026                                                               | -                                                                                 | 46’                                                                               |
| 25-3-2024                                                                         | Gedda                                                                             | Capo Verde                                                                        | 1 – 0                                                                             | Guinea Equatoriale                                                                | Amichevole                                                                        | -                                                                                 | 77’                                                                               |
| Totale                                                                            |                                                                                   | Presenze                                                                          | 5                                                                                 |                                                                                   | Reti                                                                              | 0                                                                                 |                                                                                   |

## Palmarès

### Club

#### Competizioni nazionali
- Liga Nacional de Fútbol (Guinea Equatoriale): 1

Cano Sport: 2018-2019